# Tjamme (rivier)
De Tjamme of het Tjam was een middeleeuws veenriviertje op de grens van de landschappen Oldambt en Reiderland, grotendeels samenvallend met de grens tussen de bisdommen Münster en Osnabrück. Het watertje, dat aanvankelijk niet meer dan een meter breed was, is later rechtgetrokken en verlengd, mogelijk zelfs grotendeels nieuw gegraven. 
De Tjamme ontsprong in de omgeving van het Scheemdermeer en liep via Ekamp naar Beerta en vandaar naar Kostverloren, waar hij tot 1696 via het Marijkezijltje (kortweg Het Merijke) in de Dollard uitmondde.  Na de aanleg van de Kroonpolder in 1696 werd het water via de Buitentjamme omgeleid naar de Beertsterzijl bij Hongerige Wolf. Het Merijke fungeerde daarna als een duiker die het water uit de Kroonpolder doorliet. In contrast hiermee werd de Tjamme voortaan Binnentjamme genoemd.  
Vóór de Dollardinbraak mondde het watertje uit in de rivier Reider Ae. De bovenloop veranderde door de uitdroging van het hoogveen in de loop van de 17e eeuw in een rechte grenssloot, die De Raai of Raaiing werd genoemd. Mogelijk liep de Tjamme eerder door het Huningameer.  
Ten gevolge van een ruilverkaveling en de aanleg van het Oldambtmeer kwamen belangrijke delen van het  riviertje te vervallen. De Binnentjamme maakte plaats voor het Hoofdkanaal.  

## Naam
De naam Tjamme komt van het Oudfriese werkwoord tiā(n) 'trekken' en betekent zowel 'grens'.als 'waterloop'.
Tjamme is een afgeleide vorm van tiā of tiade, onder andere in de waternamen Groote en Kleine Tjariet. De oude kwelders rond de monding van de Tjamme werden nog in 1729 Tia Ham genoemd. Een grensverdrag uit 1420 spreekt in meervoud over alle olde tiammingen offte wateringe.
Het woord tjam is verwant met Nederlands tocht ('hoofdwatergang, poldersloot'), dat eveneens met het werkwoord 'trekken' (Middelnederlands tien, Nederlands tijgen) samenhangt. Synoniemen zijn zwet en sijpe. Oudfriese juridische teksten gebruiken tha riūchta swetha ('de juiste grenssloot') als alternatief voor thene riūchta tiā (eigenlijk: 'de door de rechter getrokken grens'). In oudere documenten is dikwijls sprake van landerijen bij het Tjam. In 1789 wordt gesproken over landerijen ten noorden van het Hovender Tjam bij Beersterhoogen.

## Geschiedenis
De Tjamme wordt als grenssloot uitvoerig beschreven in twee verdragen uit 1391 en 1420. Aan de westelijke en noordelijke zijde van de grenssloot lagen oorspronkelijk de Münsterse kerspelen Meeden, Eexta, Midwolda, Oostwold, Finsterwolde, Oost-Finsterwolde en het verdronken Megenham. Aan de zuidelijke, Osnabrückse zijde lagen onder meer Westerlee, Heiligerlee, Winschoten, Beerta, Ulsda en het verdronken Wynedaham (Nieuw-Beerta). Niet het hele riviertje fungeerde overigens als grens: Megenham hoorde niet bij het Oldambt maar bij het Reiderland en Wynedaham lag - in tegenstelling tot Beerta - nog in het bisdom Münster.
| 1391 (afschrift 16e/17e eeuw) | 1420 |
| --- | --- |
| Item de Thyamme begint uyt Tydwyneda borch in de Wyneda ham, ende loopt op, voorbey Rederwolde, ende voort door Meggeham, ende door Torptsen, voorby Finsterwolda, Oostwolda, Midwolda, tusschen Bertsather ende Wintschoter mit haren parten, die aen der zuyder zyt der Thyammen liggen gelandet ... | Item de Tiamme de utgainde vor by Reiderwolde by Twiddingaborch tusschen Megham und Wiveldaham und doir Dorpsen, vortan uplopende vorby sunte Niclaes kercke van Oistfinserwolda und vortan tusschen Finserwolda und de Beerte ... |
| ... ende strecket voort, over dat moer, recht westwert in de Zype, die gelegen is tusschen Schemeder, Extinger ende dat Convent te Heliger Lee, ende voort aen dat smalle steenhuys in der Op Ext, geheten Nemeke Eppens Steenhuys, went an den Zantwech. | ... und dan vortan und vorup in dat zuden und doer dat gantze meir inde Zipen, de gelegen is tůsschen der Exte und Scheemde und Hilligerle als vorscr[even] is.                                                                    |
| Dese Thyamme uyt Tydwynedaborch in de Zype dale, hent aan den Santwech, dit is de rechte scheydinge tusschen beyden Stichten ende Landen voorschreven, ende scheydet alle Hammericken ontwee van beyden Landen, die tusschen Tydwynedaborch ende den Santwech gelegen sint; ende al wat aan die noorder zyde der Thyamme ende Zype licht, dat is Oldampte ende wat lande aan de zuyder zyde der Zype ende Thyamme licht, dat is Reyderlandes. | De vorscr[even] Tiamme is ewich und wairachtige schedinge tusschen Reiderlandt und Oldenampten offt der beiden stichten. |
| De verdragen zijn afgedrukt bij Ernst Friedländer (ed.), Ostfriesisches Urkundenbuch, dl. 1, Aurich 1870, nr. 270 en 270a. Met uitvoerig commentaar (en kleine onvolkomenheden) ook bij G.A. Stratingh en G. Venema, De Dollard, Groningen 1855, bijlage I en II (p. 304-312). Het verdrag van 1391 bevat met allerlei nieuwe toevoegingen, die kennelijk uit het klooster Heiligerlee stammen. De tekst verwijst bovendien naar het derde jaar van de regering van paus Martinus V, dat wil zeggen in 1420. Het verdrag van 1420 verwijst op zijn beurt naar het het tiende jaar van de regering van Martinus V, dus 1427. Stratingh en Venema gaan ervan uit dat deze afwijkende jaartallen uitsluitend de datering van de notariële akten betroffen. | |

Het document met het jaartal "1391" is alleen bewaard gebleven in een latere bewerking (mogelijk een falsificatie), die naar de situatie in de 16e eeuw verwijst. De toevoegingen betreffen het klooster Heiligerlee en lijken vooral ten gunste van dat klooster te zijn geschreven. In het document van "1391" wordt gesteld dat de Tjamme vanaf Finsterwolde langs Beerta tot aan Winschoten Oostereinde liep, om daar over het hoogveen (over dat moer) naar het westen af te buigen. Het document uit 1420 schetst de loop van de Tjamme door Finsterwolderhamrik en het Meerland (doer dat gantze meir) tot aan Sijpe, die bij Heiligerlee uit het achterliggende hoogveen stroomde. Dit riviertje vormde de grens tussen Westerlee en Eexta en sloot aan bij een gelijknamige waterloop op de grens met Meeden.
In een bestuurlijk oordeel uit 1563 wordt uitdrukkelijk gesteld dat de Tjamme niet meer was dan een grenssloot van een meter breed (eene trede wijt), die vooral als verkavelingsgrens van belang was. Volgens dit document liep hij vlak langs het Huningameer (leep doer dat veen an Eckels Mehr), waar hij in verbinding stond met de Sijpe . Latere kaarten tekenen de rivierloop soms door het Huningameer. De bovenloop van het riviertje heette op een kaart uit 1638 nog Tiam, maar werd daarna meestal als Sijpe betiteld. De boerderijen in Midwolda werden geacht zich uit te strekken van de Sijpe tot in de Dollard, die in Scheemda van de Tjamme tot de Dollard.  Na de inpoldering van het Huningameer omstreeks 1635 bleef echter bij Beerta alleen nog een smalle greppel of Raai over, die bovendien op meerdere plaatsen was afgedamd.

De voortzetting van de grenssloot naar het westen tussen Scheemda en Eexta werd eveneens als Tjamme genoemd. Langs deze grenssloot werd in 1585 een scheepvaartkanaal gegraven, het Nijediep, dat later plaats maakte voor het Winschoterdiep. Zowel het Opdiep als het Winschoterdiep werden in de 17e eeuw soms Tjamme genoemd; de weg langs het diep (de huidige Esborgstraat) heette de Tjamweg. Volgens overleveringen was de Tjamme  bevaarbaar tot Finsterwolde; aan het einde van de Klinkerweg (vanouds Finsterwolder Torffwech genoemd) zou zich een los- en laadplaats hebben bevonden. De schoolmeester van Finsterwolde berichtte in 1828:
In ouden tijd bragt men zijne goederen over de Heedeweg ten westen in Finsterwold, langs deze laan, aan het Tjam, om van daar in schuitjes gepakt en naar elders vervoerd te kunnen worden.
Vermoedelijk gaat dit echter over het ontwateringskanaal van het Huningameer, dat in 1639 werd aangelegd en soms ook wel Tjamme werd genoemd. Het water dat met een poldermolen uit het meer werd gemalen, werd via de Tjamme naar het nieuw gegraven Beertsterdiep geleid. Dankzij de verbeterde ontwatering droogde de bovenloop van het veenstroompje verder op.
Door de ontginning en ontwatering van het hoogveen werd de afgrenzing tussen de kerspelen steeds problematischer. Vooral in de 18e eeuw kwam het tot conflicten tussen boekweittelers en turfgravers uit de verschillende dorpen. Daarom werden nieuwe greppels gegraven die de verkavelingsgrenzen moesten markeren. De raai tussen Beerta en Finsterwolde werd gevormd door een kaarsrechte lijn tussen de toren van Winschoten en de kerk van Finsterwolde . Ook bij Winschoter Oosteinde werd aan het einde van de 18e eeuw een nieuwe sloot gegraven die moest voorkomen dat de veenkolonisten van Finsterwolder Ekamp hun ontginningsgreppels te ver doortrokken op het land van de Winschoters. Ten zuiden van MIdwolda werd aan het einde van de 17e eeuw een nieuw kanaal langs de voormalige Tjamme gegraven (de Oude Wijck), die de systematische ontginning van het hoogveen mogelijk moest maken.
De voormalige loop van de Tjamme bleef als grens tussen de gemeenten Midwolda en Winschoten, Beerta en Finsterwolde intact tot in de twintigste eeuw  Tot 2010 vormde de Tjamme nog de grens tussen de gemeenten Scheemda en Winschoten. Na de vorming van de nieuwe gemeente Oldambt was dit voorbij..

## Waterschap en natuurgebied
De Tjamme is ook de naam van een voormalig waterschap, gesticht in 1883 en in 1969 opgegaan in het Reiderzijlvest. Het waterschap werd bemalen door het stoomgemaal De Tjamme te Finsterwolde.
De naam van het waterschap is overgegaan op een natuurgebied tussen Finsterwolde en Beerta.

## Verpleegcentrum De Tjamme
De Tjamme is tevens een verpleegcentrum en voormalig verzorgingshuis in Beerta, beheerd door de Stichting Oosterlengte. Het centrum is gesticht in 1967 en vernieuwd in 1995. Het centrum is genoemd naar de rivier. Het oude gebouw diende van 1996 tot 2020 als gemeentehuis van de gemeente Reiderland.